# 돼지꿈 (1961년 영화)
"돼지꿈"(A Dream Of Fortune)은 한국에서 제작된 한형모 감독의 1961년 드라마 영화이다. 문정숙 등이 주연으로 출연하였고 박구 등이 제작에 참여하였다.

## 출연

### 주연
- 문정숙
- 허장강
- 김승호
- 안성기

### 조연
- 이예춘
- 최지희
- 김희갑
- 주선태
- 김정옥
- 구봉서
- 정애란

## 기타
- 원작자: 추식
- 조명: 이범근
- 음향효과: 이상만
- 녹음: 손인호
- 미술: 이봉선